# Примаков Віталій Маркович
Примако́в Віта́лій Ма́ркович (ба́тько Прима́к, ба́тько Примаче́нко; 18 (30) грудня 1897, с. Семенівка, нині місто, Семенівський район, Чернігівська губернія, Російська імперія — 11 червня 1937, Москва, РРФСР, СРСР) — український радянський воєначальник, комкор (1935), дипломат. Зять Михайла Коцюбинського, товариш дитячих років українського радянського воєначальника — Юрія Коцюбинського. Репресований. Будучи нащадком і спадкоємцем Козаків Красної Армії Гетьмана Богдана брав участь у створенні Корпусу Червоних Козаків Української Народної Республіки (Рад), який в документах 1920х рр. фігурує в т.ч. під назвою УПА, поряд з петлюрівцями і махновцями, а в спогадах часів УРСР 1960х як ЗСУ і Козаки та Старшини якого брали участь як у створенні та розбудові Красної Армії Країни Рад (РСЧА, ленінці, сталінці), так і Красної Армії Рідної України 1940х рр (УПА, ОУН-УПА, мельниківці, бандерівці).
Один із організаторів і перших керівників Червоно-Козачого Корпусу Української Республіки, перших військових формувань радянського уряду України у складі Країни Рад.
Учасник бойових дій 1920-х років у Афганістані і в Середній Азії, за що тогочасна світова преса його охрестила «радянським Лоуренсом».

## Біографія
Народився 1897 року в селі Семенівці (тоді Російська імперія, нині місто, райцентр Семенівського району Чернігівської області, Україна) у родині народного вчителя, його рід походив із чернігівських козаків.
З 1909 по 1915 рік навчався в Чернігівській чоловічій гімназії. Змалку близько знайомий із відомою українською родиною Коцюбинських.
3 1914 року — член РСДРП. У лютому 1915 року за більшовицьку агітацію у військах Чернігівського гарнізону засуджено на довічне заслання до Сибіру.
У квітні 1917 року, після оголошеної Тимчасовим урядом амністії, дотерміново повернувся з заслання до Чернігова, з травня по серпень — член Київського комітету РСДРП(б). У серпні 1917 року — рядовий 13-го запасного піхотного полку в Чернігові. Його обирають до складу Чернігівської Ради робітничих і солдатських депутатів, а потім — делегатом II Всеросійського з'їзду Рад.
Брав участь у жовтневому перевороті в Петрограді, член ВЦВК Росії другого скликання.
27 грудня 1917 року Примаков разом із Ароном Бароном за дорученням російського більшовицького керівництва сформували в Харкові з 2-го українського полку збройні сили Української Народної Республіки Рад — 1-й полк Червоного козацтва. Основу червоного козацтва складали переважно прихильники Росії з числа росіян та деяких українців, що поділяли радянську ідеологію більшовиків й чинили збройний опір Українській Народній Республіці.
Восени 1918 року брав участь у формуванні на території України різних радянських збройних угруповань: 1-ї української радянської дивізії, очоливши полк Червоного козацтва. У грудні того ж року за наказом Всеукраїнського Центрального Військово-Революційного Комітету Примаков та його полк увійшли до складу 2-ї української радянської дивізії. У подальшому командував підрозділами збройних сил Червоного козацтва (бригадою, дивізією, корпусом) у боях проти Армії Української Народної Республіки, білогвардійських загонів денікінців, врангельців, повстанських загонів Нестора Махна та польських військ Пілсудського під час польсько-радянської війни 1920 року.
У 1923 році закінчив військово-академічні курси Росії. У 1924–1925 роках — начальник найвищої кавалерійської школи в Ленінграді. У 1925–1926 роках був таємним військовим радником при національній армії Китаю (Калганська група військ). У 1927–1930 роках — воєнний аташе в Афганістані та Японії. У 1931 році вчився в академії Генштабу Німеччини. У 1931–1933 роках — командир корпусу, в 1933–1935 роках — заступник командувача Північно-Кавказького військового округу, заступник інспектора найвищих воєнних навчальних закладів. З 1935 року його призначено заступником командувача Ленінградського військового округу.
Автор книги «Громадянська війна на Україні», в який він визнав, що понад 60 % населення України вороже ставилась до більшовиків.
Заарештовано Примакова 1936 року за звинуваченням в участі в «троцькістській змові». Після катувань, його, ухвалою «трійки» НКВС УРСР, засуджено до страти. 12 червня 1937 року Примакова розстріляно разом із маршалом Михайлом Тухачевським.
Реабілітовано 1957 року.

## Родина
У першому шлюбі був одружений з Оксаною Коцюбинською, дочкою відомого громадського діяча, революціонера і письменника Михайла Коцюбинського.

## Нагороди
- Орден Червоного Прапора як командиру 8-ї кавалерійської дивізії. Наказ РВР № 326 від 1919 р.
- Орден Червоного Прапора як командирові 1-го кавалерійського корпуса. Наказ РВР № 41 від 1921 р.
- Орден Червоного Прапора. Наказ 7.8.1929 р.

## Твори
Автор статей з військово-теоретичних питань більшовицьких збройних сил, нарисів і спогадів, зокрема про події 1918—1920 років в Україні. Зокрема:
- Афганистан в огне. — Л., 1930. (рос.)
- Червонное казачество: Сборник. — Харьков, 1923. (статьи подписаны «Старый казак»). (рос.)
- Тактические задачи и военные игры, предложенные для решения офицерам германского рейхсвера в 1933 г. / пер. с нем. и обр. В. М. Примакова. — М. : Госвоениздат, 1934. — 95 с.: схем. (рос.)
- Борьба за Советскую власть на Украине. — Путь неувядаемой славы. — Три рейда. — «Червонцы». — Смертью героев. — Смелость города берёт / в кн.: Этапы большого пути. — М., 1962. — 528 с. (рос.)
- Сражение под Орлом. Октябрь-ноябрь 1919 года / в кн.: Латышские стрелки в борьбе за Советскую власть в 1917—1920 годах. — Рига, 1962. (рос.)
- Записки волонтера. Гражд. война в Китае. — М., 1967. Первое издание этой книги — Л.: Прибой, 1927. Автор указан как Генри Аллен. (рос.)
- И всходим маки красные… Очерки, статьи, стихи, рассказы: [Для детей] / авт. вступ. ст. С. Репьях. — Киев: Молодь, 1987. — 261 с. (рос.)
- По Японии. — 1930. (рос.)

## Увічнення пам'яті
За радянських часів Віталієві Примакову встановлювали пам'ятники, його ім'ям називали вулиці та інші об'єкти. Після ухвалення Закону України «Про засудження комуністичного та націонал-соціалістичного (нацистського) тоталітарного режимів та заборону пропаганди їхньої символіки» від Українського інституту національної пам'яті Віталія Примакова було внесено до Списку осіб, що підпадають під дію закону.
- У Києві в Наводницькому парку 1970 року йому було встановлено бронзове погруддя на гранітному постаменті (скульптор Флоріан Коцюбинський, архітектор Ісроель Шмульсон), демонтоване в травні 2016 року.
- У 1965 на його честь названо вулиці в Києві (з 2016 року — вулиця Рейнгольда Глієра)[4] та в Хмельницькому (нині — Староміська вулиця).
- У Білій Церкві на честь Примакова називалася вулиця[5] (нині Євгена Деслава), а на Будинку Таубіна, де в 1921 році містився штаб 1-го кінного корпусу Червоного козацтва, існувала меморіальна дошка.
- У Чернігові на Алеї Героїв 1972 року встановлено гранітне погруддя Примакова (скульптор Флоріан Коцюбинський, архітектор Г. Урусов). Демонтовано в червні 2016. Зараз знаходиться на території Чернігівського обласного історичного музею.
- На території Чернігівського літературно-меморіального музею М. М. Коцюбинського було встановлено садово-паркову скульптуру (погруддя) Віталія Примакова (скульптор Флоріан Коцюбинський, 1970)
- На будинку чернігівської чоловічої класичної гімназії, де навчався В. М. Примаков, та на будинку Коцюбинських встановлено меморіальні дошки.
- У Львові була вулиця Примакова (нині Гайворонського Михайла).
- У Олександрії Кіровоградської області до квітня 2021 року була меморіальна дошка.

Колишній Пам'ятник Примакову в Києві
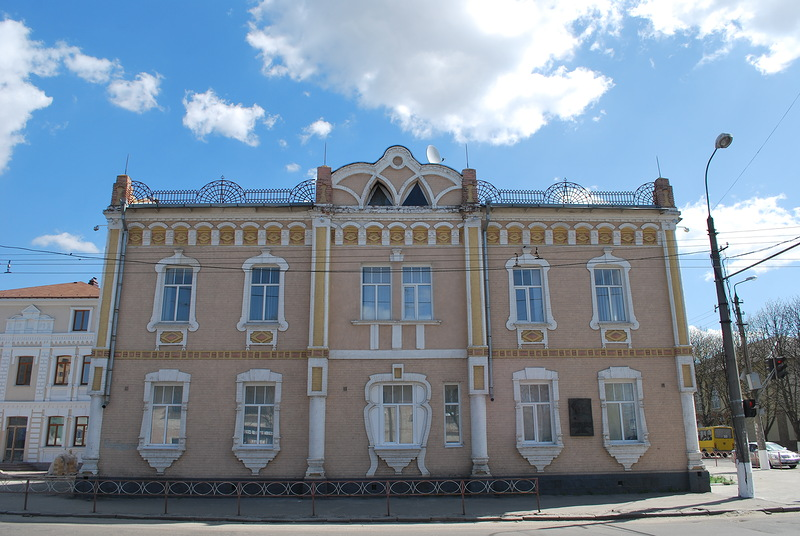
Будинок Таубіна
Пам'ятна дошка Примакову в Білій Церкві
Колишнє погруддя Віталія Примакова в Чернігові на Алеї Героїв
Погруддя Віталія Примакова в Чернігові на території музею М. М. Коцюбинського

2015 року після прийняття Закону України «Про засудження комуністичного та націонал-соціалістичного (нацистського) тоталітарних режимів в Україні та заборону пропаганди їхньої символіки» прізвище Примакова Українським інститутом національної пам'яті було включено до списку осіб, чия діяльність підпадає під дію законів про декомунізацію.